# حزقيال كارلوس غوميز
حزقيال كارلوس غوميز (بالإسبانية: Juan Carlos Gómez)‏ هو مجدف أرجنتيني، ولد في 9 مايو 1932 في روساريو في الأرجنتين.

## وصلات خارجية
- حزقيال كارلوس غوميز على موقع الاتحاد الدولي للتجديف (الإنجليزية)
- حزقيال كارلوس غوميز على موقع اللجنة الأولمبية الدولية (الإنجليزية)
- حزقيال كارلوس غوميز على موقع أوليمبيديا (الإنجليزية)